# Célestin Rinchard
Célestin Rinchard, né à Fleurus le 28 juillet 1909 et décédé à Ixelles (Bruxelles-Capitale) le 1er décembre 1987, est un médecin belge, qui défraya la chronique en commettant des assassinats et des attentats entre 1944 et 1949,, une série de crimes pour lesquels il sera condamné à la réclusion à perpétuité.

## Les faits
Célestin Rinchard réussit brillamment ses études à la faculté de médecine de l'Université libre de Bruxelles. Il sera nommé chirurgien assistant à la clinique de  La Hestre mais sera rapidement limogé. On le retrouve alors chef adjoint à l'hôpital civil de La Louvière, ce qui déplaît à Camille Deberghe, l'un des élus communaux qui voit dans cette nomination le jeu de manœuvres politiciennes. Camille Deberghe est par ailleurs journaliste. La guerre éclate et Célestin Rinchard se réfugie en France, laissant son poste vacant. Camille Deberghe, devenu entretemps bourgmestre, place le docteur Roger à la tête de l'hôpital civil.
À son retour en Belgique, le docteur Rinchard comprend qu'il n'est pas le bienvenu. Quelque temps plus tard, Camille Deberghe est arrêté par les Allemands. Célestin Rinchard récupère son poste. En 1943, il rachète la clinique du docteur Equenne, rue du Château 15 à Braine-l'Alleud.
Camille Deberghe, qui a continué à « instruire » son dossier à charge de Rinchard, dépose plainte le 8 septembre 1944 au parquet de Nivelles. Le 3 octobre 1944, Deberghe est abattu de quatre balles devant son domicile. Les soupçons s'orientent de suite vers Rinchard, mais il bénéficie d'un non-lieu.
Le 18 octobre 1946, Émile Vandenborre est abattu à la mitraillette, Chaussée d'Ophain.
Le 1er mai 1947, Robert Tavernier, industriel, est assassiné à son domicile. Les soupçons se portent cette fois sur un chauffeur de taxi : Maurice Wautier. Lors d'une perquisition à son domicile, on retrouve l'arme ayant servi au meurtre d'Émile Vandenborre. Dans la nuit du 18 au 19 février 1949, on retrouve dans le véhicule de Rinchard la carabine ayant servi au meurtre de Robert Tavernier. Un troisième suspect est arrêté : Émile Balligand.
Baligand, alors âgé de vingt-quatre ans, passe rapidement aux aveux, entraînant ses complices dans son sillage.
Le parquet veut éclaircir le rôle tenu par Willy Harcq, alors substitut, dans cette organisation criminelle, mais celui-ci se suicide le 28 novembre 1949 laissant une note dans laquelle il reconnaît son implication.
L'affaire entraîna la démission du bourgmestre Jules Hans en 1952.

## Le procès
Le procès s'ouvre, aux assises de Bruxelles, le 19 novembre 1951, il durera 75 jours. Ses avocats étaient Eugène Flagey, Albert Guislain et Léon Hayoit de Termicourt. On procèdera à l'audition de cinq cents témoins, les avocats tinrent 21 plaidoiries et les jurés mirent cinq heures pour répondre aux 114 questions de l'acte d'accusation. Le verdict fut rendu le 1er février 1952. Célestin Rinchard est condamné pour meurtres et attentats à la réclusion à perpétuité. Ses complices, Wauthier et Baligand sont condamnés à huit années de réclusion.

## Épilogue
Après sept années de détention à la prison de Nivelles, bénéficiant d'une libération conditionnelle, le "Docteur mitraillette" est libéré en juillet 1959. Il s'expatriera dans le sud de la France. Célestin Rinchard mourut à Ixelles, le 1er décembre 1987.